# Nikólaos Triantafillákos
Nikólaos Triantafillákos (em grego: Νικόλαος Τριανταφυλλάκος; 1855 — 1939) foi um político da Grécia. Ocupou o cargo de primeiro-ministro da Grécia entre 10 de Setembro de 1922 a 29 de Setembro de 1922.